# Hyperplatys californica
Hyperplatys californica là một loài bọ cánh cứng trong họ Cerambycidae.